# بژژه (استان اوپوله)
بژژه (به لهستانی:  Brzezie) یک روستا در لهستان است که در گمینا دوبژنگ ویلکی واقع شده‌است. بژژه ۲۵۰ نفر جمعیت دارد.